# Dalonghua, Guangdong
Dalonghua är en köping i sydöstra Kina. Den ligger i Fengshun härad i staden Meizhou i provinsen Guangdong, omkring 330 kilometer öster om provinshuvudstaden Guangzhou. Antalet invånare är 11 611. Befolkningen består av 5 752 kvinnor och 5 859 män. Barn under 15 år utgör 23,0 %, vuxna 15-64 år 64 %, och äldre över 65 år 12,0 %.